# Басилевс

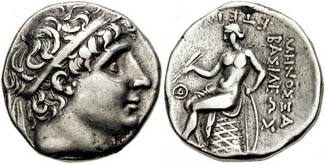
Серебряная монета сирийского царя Антиоха I Сотера. На оборотной стороне изображен Аполлон, сидящий на омфале. Греческая надпись гласит ΒΑΣΙΛΕΩΣ ΑΝΤΙΟΧΟΥ (царя Антиоха)

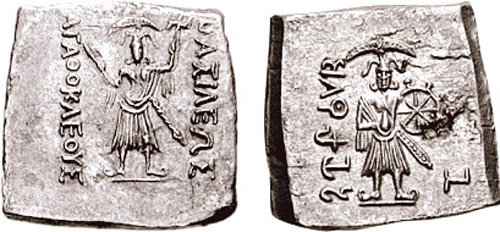
Монета греко-бактрийского/индо-греческого царя Агафокла Бактрийского (пр. в 190–180 гг. до н. э.), носящего титул басилевс

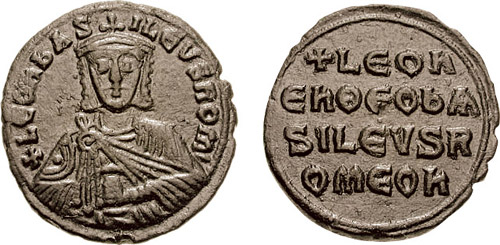
Бронзовый фоллис Льва VI (пр. в 886–912 гг.). На реверсе показаны латинские транскрибированные греческие названия, используемые в императорской чеканке: +LEOn En ΘEO bASILEVS ROMEOn, «Лев, по милости бога императора римлян»

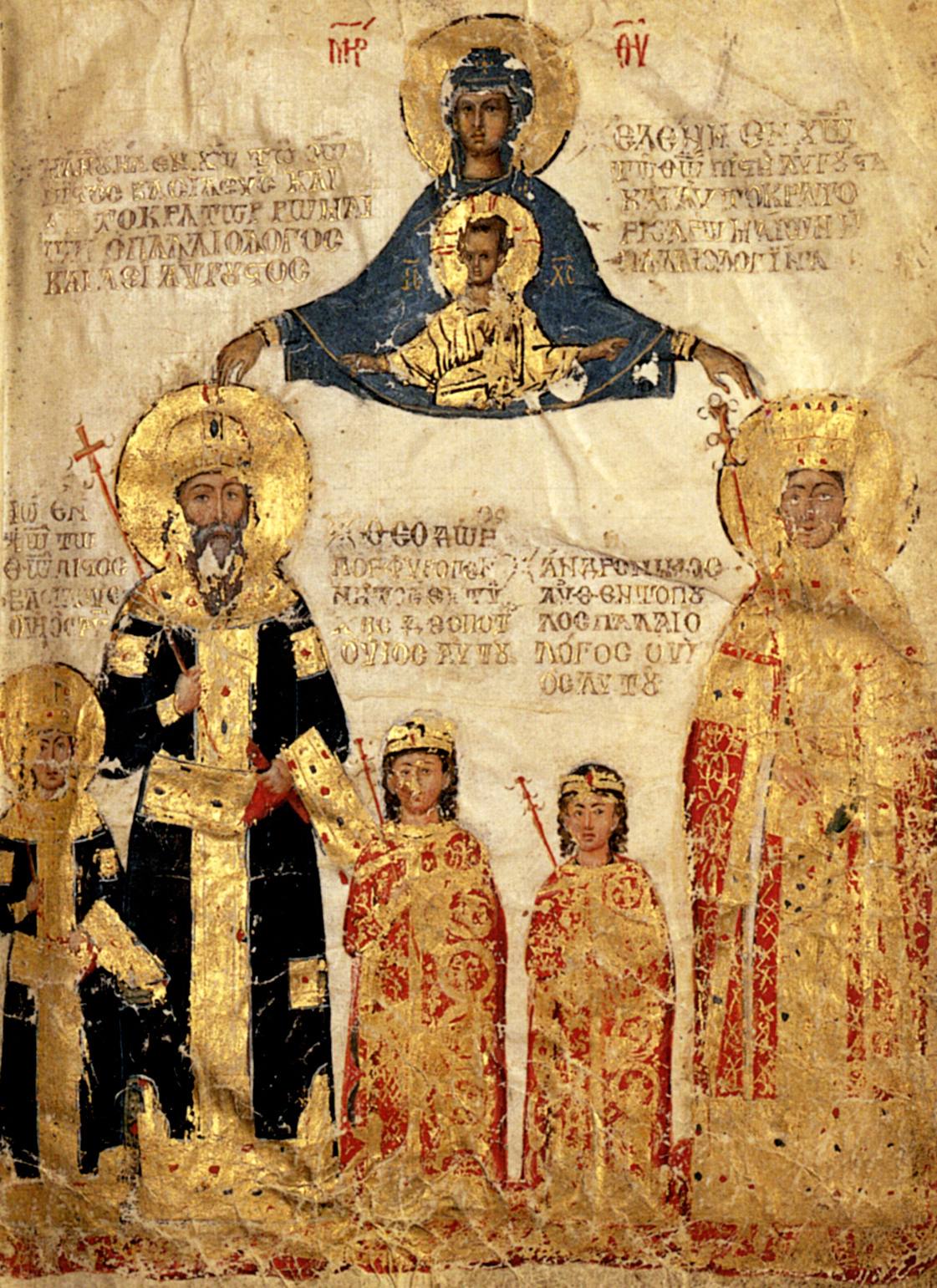
Миниатюра начала XV века с изображением императора Мануила II Палеолога с его семьёй: императрица Елена Драгаш и трое их сыновей, Иоанн, Андроник и Феодор. В полном имперском названии используются как типично византийские, так и возрождённые архаичные римские элементы: ΜΑΝΟΥΗΛ ΕΝ ΧΩ ΤΩ ΘΩ ΠΙϹΤΟϹ ΒΑϹΙΛΕΥϹ ΚΑΙ ΑΥΤΟΚΡΑΤΩΡ ΡΩΜΑΙΩΝ Ο ΠΑΛΑΙΟΛΟΓΟϹ ΚΑΙ ΑΕΙ ΑΥΓΟΥϹΤΟϹ, «Мануил, по милости Христа Бога, верного императора и самодержца римлян, Палеолога, навсегда августа». Из его сыновей, Иоанн, старший и соимператор, также называют василевс, в то время как его братья названы деспотами

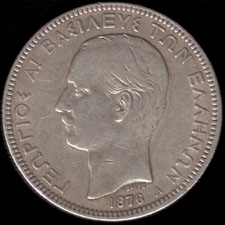
Пятидрахмовая монета 1876 года, имеющая бюст Георга I и легенду ΓΕΩΡΓΙΟΣ Α! ΒΑΣΙΛΕΥΣ ΤΩΝ ΕΛΛΗΝΩΝ («Георг I, король эллинов»)

Басиле́вс (др.-греч. βᾰσῐλεύς, βᾰσῐλέως; также басиле́й, базиле́вс, василе́вс) — греческий термин, обозначающий суверенного наследственного монарха; использовался для титулования царей Древней Эллады, византийских императоров (на среднегреческом «василевс») и королей Греции. 
В другом источнике указано что Базилевс (греч.) — царь, также титул второго архонта в Афинах: архонт-базилевс. Женская форма — базиле́я (βασίλεια), базили́сса (βασίλισσα) или базили́на (βασιλίννα), а Базилия (βασιλεία) — царское достоинство, царский сан, царская власть, государство.

## Эволюция термина
В Микенскую эпоху (XV—XI вв. до н. э.) слово «басилевс» (микенск. 𐀣𐀯𐀩𐀄 qa-si-re-u), судя по найденным глиняным табличкам, относилось к вождю, главе сообщества, человеку, имеющему власть ниже монаршеской.
Позже, во времена Гомера (до VII века до н. э.), оно стало означать просто «монарх», употребляясь наравне с более редким термином ванакс (ϝάναξ, затем ἄναξ). Басилевсом также назывался военный глава союза племён. Гомер в Илиаде пишет (II: 204):
Нет в многовластии блага;
да будет единый властитель [κοίρᾰνος, вождь];
Царь [βασιλεύς] нам да будет единый
Монарх-басилевс отличается от койраноса (κοίρᾰνος) как правитель, который получил власть по наследству (Ptolemaeus, On the Difference of Words, 51.2). Хотя древнегреческий басилевс не всегда был полновластным правителем, ключевое значение для употребления титула имеет наследование власти.
В античности термин басилевс стал означать «правитель».
В Афинах V века существовала выборная должность «басилевса», одного из 10 архонтов, ответственного в основном за жреческие и судебные функции. Аристотель в «Афинской политии» пишет, что должность басилевса была унаследована афинянами в мифологические времена, во времена первых легендарных царей, то есть термин имеет очень древнее происхождение. Главы фил в Афинах назывались филобасилевсами.
Аристотель дал определение басилевсу как правителю, избранному народом или принятым народом добровольно, в отличие от правителя-тирана (τύραννος), силой захватившего власть (Арис., «Политика», кн.3). Так, например, спартанских царей Аристотель отнёс к басилевсам, потому что те имеют власть, ограниченную институтом эфоров, и добровольно признаны народом. Во всех известных повествовательных источниках спартанских царей называют басилевсами, хотя официально они именовались архагеты (ἀρχαγέται, «предводители»).
В Фессалии басилевсом иногда называли тагоса (τᾱγός, τάγης), пожизненно выбираемого верховного военного вождя Фессалийского союза. Персидского шаханшаха греки называли «великим басилевсом» (Βασιλεὺς μέγας) или «басилевсом басилевсов» (калька с персидского шаханшах — «царь царей»). Александр Македонский и его диадохи в Египте, Азии и Македонии именовались басилевсами, унаследовав этот титул от персидских царей.
Византийская Суда (X век) даёт такое определение басилевса (Суда; beta,144):

Басилевс — тот, кто получил власть в наследовании от предков с определёнными ограничениями, а тиран — тот, кто узурпировал власть силой. Но они [античные греки] используют оба термина без разбора.

Римские императоры также именовались басилевсами, но не официально. С принятием христианства употребление титула распространилось, в основном в восточной части Римской империи, где ощущалось сильное влияние греческой культуры. При византийском императоре Ираклии (610—641 гг.), с разгромом Сасанидской империи, титул василевс (точнее, василевс василеон — «царь царей») стал официальным титулом правителя Византийской империи, поскольку раньше принадлежал Сасанидам.
В Византии василевсами назывались только византийские императоры — для западно-европейских королей использовалось слово «ре́гас» («ри́гас», греческий вариант лат. rex «король»,  Ῥήγας). Василевсами именовались и короли Греции (1832—1967 гг., греч. βασιλιάς, в официальной титулатуре Βασιλεύς).

## Мифическое существо
В микенскую эпоху слово «басилевс», также по некоторым сведениям, относилось к некому мифическому грифоноподобному существу, очень мудрому и приносившему удачу. На Среднем Востоке в этот период словом «базилевс» называют существо, символизирующее мудрость и просвещение. Считалось, что это существо с львиным туловищем и головой орла, страж золота (по одной из версий — страж сокровища в виде мудрости, ведь она была самым дорогим и в те времена. Впоследствии неверно истолковали и получилось просто золото.).
Что до индийского базилевса и эфиопских муравьёв, то обличьем они несходны, однако повадками якобы похожи: по преданиям стерегут золото и в обеих странах держатся близ золотоносных жил.
Флавий Филострат «Жизнь Аполлония Тианского» (162: VI.1; с. 62)
Возможно, это был перенос понятия «царь» на один из символов власти — геральдическое животное на гербе. По этому же признаку и созвучию возможна связь с василиском.